# Jardín botánico de la Umbría de la Virgen
El Jardín Botánico de la Umbría de la Virgen es un jardín botánico de 42 hectáreas de extensión, ubicado en el enclave denominado « Umbría de la Virgen» dentro del parque natural de Sierra de María-Los Vélez (Almería), en el término de María.
Este jardín botánico forma parte de la Red de Jardines Botánicos de Andalucía, teniendo el propósito de conservación de la flora de Andalucía, investigación científica y de la educación ambiental, tanto de los escolares como del público en general.

## Localización
Para llegar al jardín botánico por la C- 321 a unos 0,5 km de María, desvío a la izquierda por la pista forestal (señalizado dirección a la Ermita de la Virgen de la Cabeza ).
Jardín Botánico de la Umbría de la Virgen Carretera María-Orce, A-317 - Junto a Ermita Virgen de la Cabeza, 04838 María, Almería.
La entrada es libre.

## Historia
Ha sido inaugurado en el 1987, y forma parte de la estructura global de la conservación de la flora y vegetación de la Consejería de Medio Ambiente de Andalucía, integrada a su vez por los Servicios de Conservación, la Red de Viveros, y el Banco de Germoplasma Vegetal Andaluz, en colaboración con instituciones científicas, docentes y otros organismos gubernamentales y ONG que comparten los mismos objetivos.

## Colecciones
Representa a la flora y la vegetación de las cumbres de la Sierra María y la Sierra de Los Vélez. Se pueden diferenciar 2 secciones:
En la parte más baja de unas 2 hectáreas se encuentra un conjunto de parcelas con plantas de uso tradicional con huerto, frutales, cereales de secano, plantas aromáticas y de aplicación medicinal y también plantas amenazadas en Andalucía.
Esta zona alberga especies vegetales de los sectores biogeográficos Guadiciano-Bacense y Manchego.
Entre sus especies son de destacar, Sideritis stachydioides, Centaurea mariana, Crupina crupinastrum, Spartium junceum, Convolvulus lanuginosus, Salvia lavandulifolia subsp. vellerea, Erinacea anthyllis, Hormathophylla spinosa, Phlomis lychnitis
En la zona más alta se puede visitar un jardín natural de 40 hectáreas con la vegetación autóctona de la sierra, a través de 3 senderos de distinta dificultad. En ellos se muestran los distintos procesos ecológicos que ocurren en la naturaleza.

## Equipamientos
- Senderos interpretativos,
- Aula taller para actividades ambientales,
- Área de recepción,
- Aparcamientos,